# Huberia (Formicidae)
Huberia é um gênero de insetos, pertencente a família Formicidae.

## Espécies
- Huberia brounii Forel, 1895
- Huberia striata (Smith, 1876)